# Castello di Bova
Il Castello di Bova è un castello storico situato nel comune di Bova, risalente all'XI secolo. Si trova nella provincia di Reggio Calabria e sorge sulla cima del Monte Rotondo che fa parte dell'Aspromonte, una catena montuosa della regione Calabria.

## Caratteristiche principali
- Significato storico: Il castello fu originariamente costruito nel Medioevo, sebbene la data esatta della sua costruzione non sia chiara. Servì come fortificazione difensiva durante il periodo normanno e successivamente durante quello svevo. Il castello faceva parte di una rete di fortificazioni progettate per difendersi dalle invasioni.
- Posizione: Il castello è situato in cima a una collina e offre spettacolari viste sui paesaggi circostanti, tra cui le montagne dell'Aspromonte e il Mar Ionio. La posizione strategica del castello lo rendeva particolarmente importante per la difesa, poiché permetteva di controllare l'area circostante.
- Architettura: Il Castello di Bova ha subito numerosi cambiamenti nei secoli, con diverse strutture aggiunte in vari periodi storici. Oggi gran parte del castello è in rovina, ma conserva ancora alcune caratteristiche architettoniche che offrono uno spunto sul suo passato splendente, come i resti delle torri e delle mura.